# 如月大
如月 大 （きさらぎ ひろ、1990年2月10日 - ）は秋田県湯沢市出身の演歌歌手。事務所はエース。

## 出演経歴など

### テレビ
- ゆうドキっ!（2007年11月23日）ABS秋田放送
- 「如月大〜卒業メモリアル・コンサート」（2007年12月2日）ABS秋田放送

### ラジオ
- あさ採りワイド秋田便 ABSラジオ放送
- ラジPAL ABSラジオ放送